# Neufchelles
Neufchelles ist eine französische Gemeinde mit 389 Einwohnern (Stand: 1. Januar 2022) im Département Oise in der Region Hauts-de-France (vor 2016: Picardie); sie gehört zum Arrondissement Senlis und zum Kanton Nanteuil-le-Haudouin. 

## Geographie
Neufchelles liegt etwa 50 Kilometer ostsüdöstlich von Senlis am Canal de l’Ourcq und am Ourcq mit ihrem Zufluss Grivette. Umgeben wird Neufchelles von den Nachbargemeinden Mareuil-sur-Ourcq im Norden und Nordosten, Montigny-l’Allier im Osten und Nordosten, Crouy-sur-Ourcq im Osten und Südosten, Varinfroy im Süden sowie Rouvres-en-Multien im Westen.

## Bevölkerungsentwicklung
| Jahr                      | 1962 | 1968 | 1975 | 1982 | 1990 | 1999 | 2006 | 2013 |
| Einwohner                 | 169  | 170  | 177  | 169  | 325  | 374  | 359  | 367  |
| Quelle: Cassini und INSEE |      |      |      |      |      |      |      |      |

## Sehenswürdigkeiten
- Kirche Saint-Brice aus dem 13. Jahrhundert

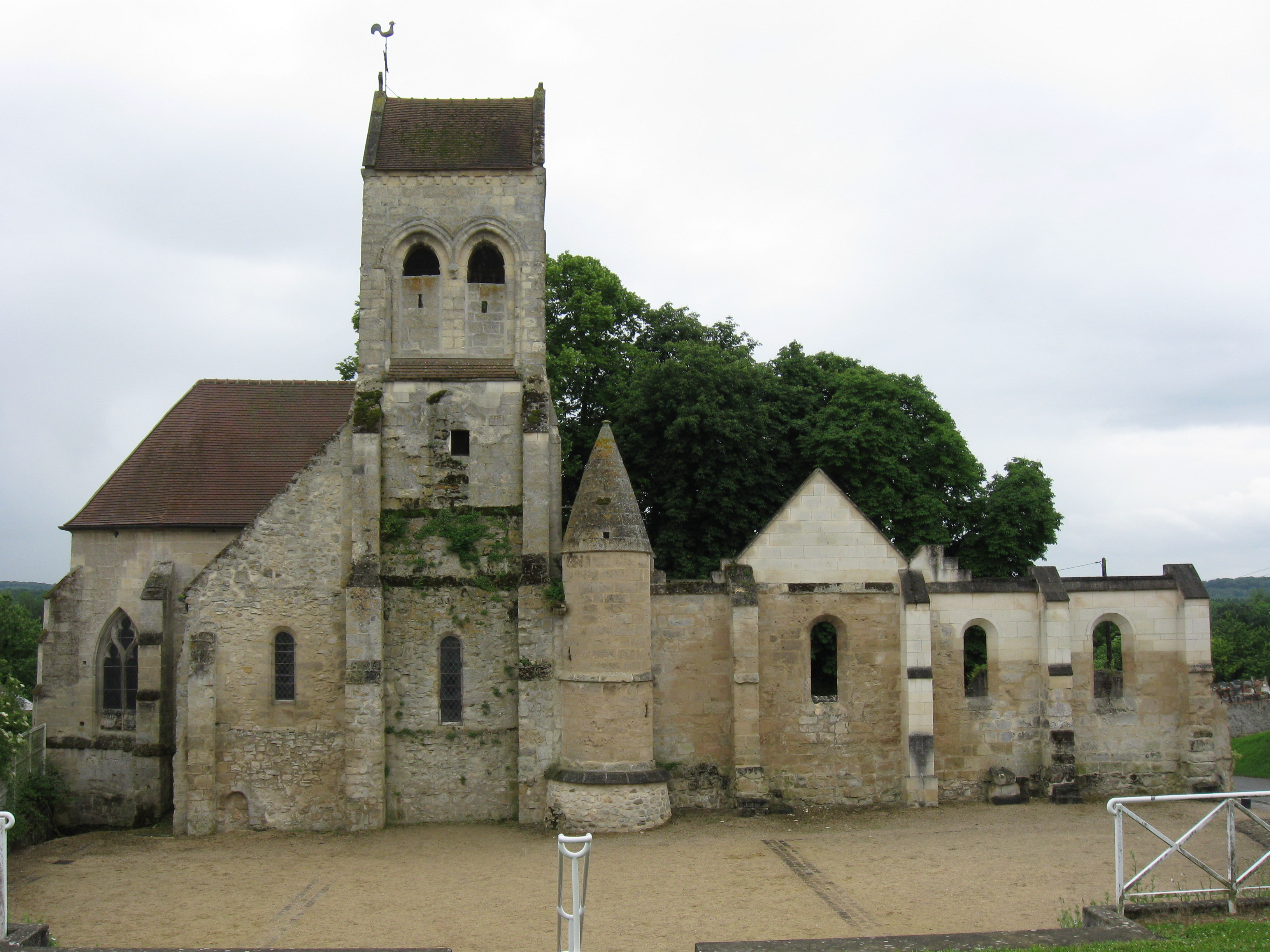
Kirche Saint-Brice